# Schinus molle
Schinus molle L., 1753 è un albero della famiglia delle Anacardiacee conosciuto comunemente come pepe rosa o falso pepe.

## Descrizione

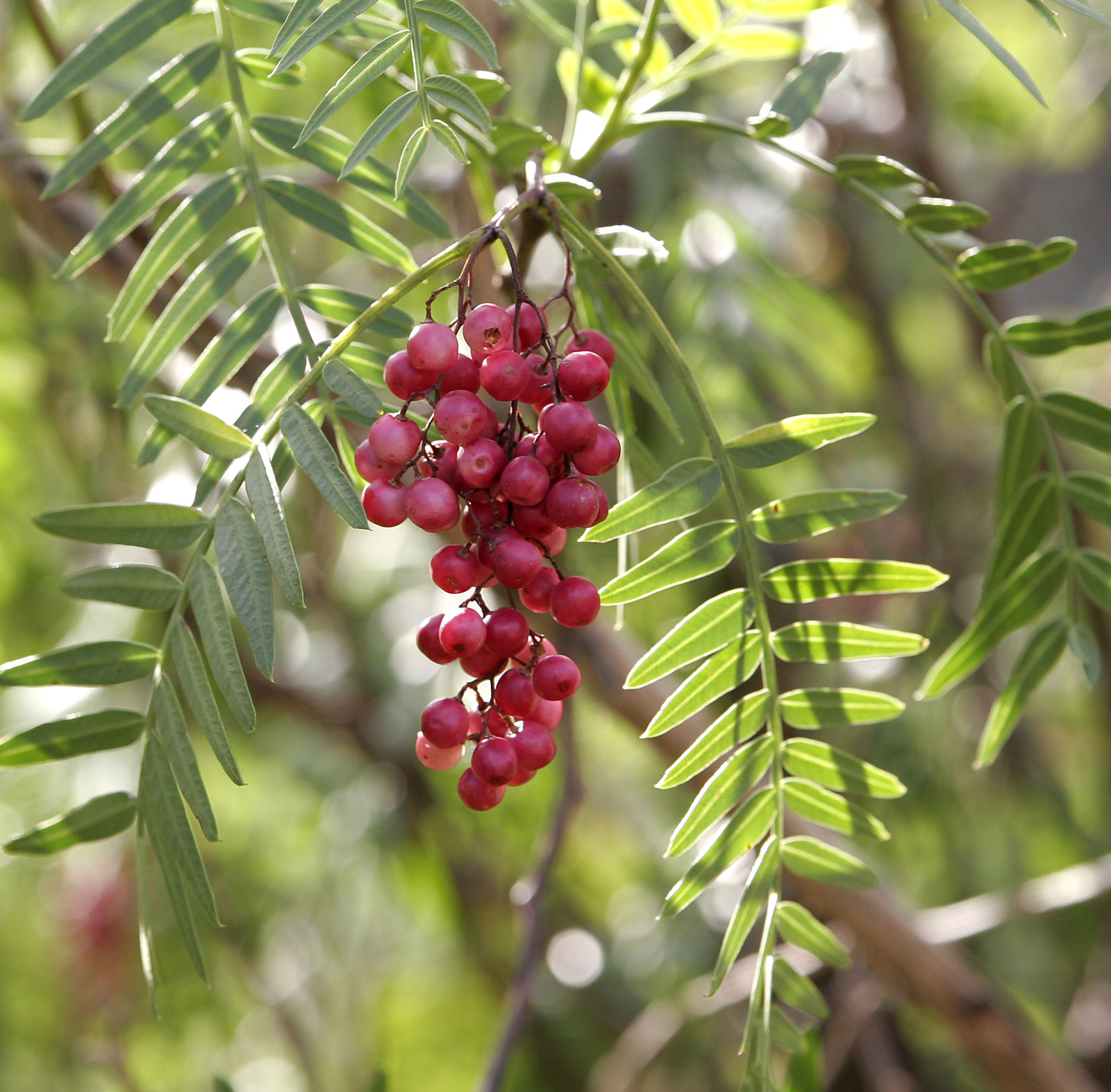
Bacche di pepe rosa

È un albero sempreverde, dioico, di norma alto dai 5 ai 7 metri e parimenti ampio.
È molto apprezzato per la formazione, simile a quella del salice, dai rami flessuosi che armonicamente quasi raggiungono il suolo, ma anche per l'essenza odorosa che caratterizza ogni parte della pianta.
Il fusto può arrivare, con gli anni, ad un diametro di 40 cm. Le foglie, aromatiche e lanceolate, sono pendule, alterne e pennate, e possono arrivare sino a 30 cm di lunghezza.
Non è una specie esigente per quanto riguarda il suolo: cresce anche in suoli poveri e non necessita di concimazioni; per questi motivi è considerata una specie rustica. Tuttavia, predilige suoli leggeri non impregnati d'acqua.
La specie è spesso utilizzata come albero da arredo urbano, lungo i viali e nei parchi.
Non ha problemi a tollerare la luce diretta del sole, com'è ovvio date le origini geografiche della pianta.
Le bacche, numerose, hanno un odore molto aromatico e intenso. La corteccia, se fessurata, versa un lattice colloso.

## Distribuzione e habitat
È originario degli altopiani di Bolivia, Brasile, Perù, Argentina e Cile; in Europa cresce fino a raggiungere medie dimensioni.

## Usi

### Culinario
Poiché le bacche hanno un aroma simile a quello del pepe sono utilizzate come spezie, il pepe rosa appunto. Possono essere consumate solo in modica quantità poiché contengono sostanze leggermente tossiche. Sono usate anche nel mix creola, miscela di pepe bianco, pepe nero, pepe verde, pepe rosa e pimento.

### Medicinale
Nella medicina tradizionale, S. molle veniva usato per trattare ferite e infezioni, grazie al suo potere antisettico. È stato anche usato come antidepressivo e diuretico, e per alleviare mal di denti, reumatismi e dolori mestruali. È stato inoltre ipotizzato che le proprietà insetticide di S. molle ne facciano un buon candidato come alternativa ai pesticidi sintetici.